# Гхале, Гадже
Гадже Гхале (англ. Gaje Ghale, непальск. गजे घले; 1 августа 1918, Барпак, Горкха, Непал — 28 марта 2000, Нью-Дели, Индия) — непальский гуркх, британский и индийский военнослужащий, субедар-майор и почётный капитан Индийской армии. Кавалер креста Виктории.
Родился в 1918 году в деревне в Непале. Из видной семьи, но работал пастухом. В 1935 году записался в 5-й Королевский гуркхский стрелковый полк в составе Британской Индийской армии, принял участие в кампании в Вазиристане. Во время Второй мировой войны в 1942 году полк был отправлен в Бирму, где был задействован в кампании против японцев. В мае 1943 года батальон Гхале стал преградой на пути японского наступления, после чего 26 и 27 мая принял участие в двух попытках захватить вражеские позиции. По причине тяжёлых потерь среди командного состава Гхале дослужился до командира взвода. 27 мая он повёл своих бойцов в третью атаку. Был в гуще атаки, личным примером вёл гуркхов вперёд, первым ворвался в опорный пункт японцев и вступил в рукопашный бой с противником. Несмотря на многочисленные ранения от взрыва вражеской гранаты, повёл свой взвод в контратаку, укрепился на позициях японцев и нанёс им значительные потери, после чего наконец воспользовался медицинской помощью. За эти действия 30 сентября 1943 года Гхале был удостоен креста Виктории — высшей британской награды за храбрость перед лицом врага. После прохождения лечения продолжил службу, служил в Японии, принял участие в параде Победы в Лондоне. После обретения Индией независимости перешёл на службу в Индийскую армию, участвовал в миротворческой операции в Конго. В 1966 году вышел в отставку. Занимался общественной деятельностью, был дважды женат, имел четырёх дочерей и пять сыновей. Скончался в 2000 году в Нью-Дели в возрасте 81 года.

## Биография

### Молодые годы и начало военной службы
Гадже Гхале родился 1 августа 1918 года в деревне Барпак района Горкха в Непале. Иногда он называл датой своего рождения 1 июля 1922 года. Гадже был одним из семи сыновей и четырнадцати детей в семье Бикрама Гхале и Маинли Аме, приходившейся ему второй из трех жён. Бикрам происходил из клана гхале народа гурунг, своего рода элиты непальского общества. В том районе, где жила его семья, практически все носили фамилию Гхале. Несмотря на видное происхождение, в юности Гадже работал пастухом до тех пор, пока достаточно не подрос, чтобы записаться в солдаты. Гражданского образования не получил.
1 августа 1935 года, после прохождения должного обучения, Гхале вступил во 2-й батальон 5-го Королевского гуркхского стрелкового полка, представляющего собой пограничные войска. Трое его братьев вскоре тоже присоединились к гуркхскому полку. С 1936 по 1939 год Гхале служил в Вазиристане, где принял участие в очередной кампании в Северо-Западной пограничной провинции по борьбе с восстанием «Факира из Ипи» на окраине Британского Раджа. В 1939 году, уже после начала Второй мировой войны, Гхале стал полковым инструктором на базе в Абботтабаде (ныне — Пакистан). 1 октября 1940 года повышен в звании до младшего наика, а 15 марта 1941 года — до наика.

### Подвиг в Бирме
В 1942 году, после вторжения японцев в Бирму, полк Гхале в составе 48-й индийской пехотной бригады был отправлен в Рангун, но вскоре потерпел поражение в первой бирманской кампании, и после битвы за Ситаунский мост отступил в Ассам. К маю 1943 года, после перевооружения, Королевские гуркхские стрелки вступили в новую кампанию в горах Чин на северо-западе Бирмы. К концу месяца полк Гхале в составе 17-й индийской дивизии прибыл в Импхал и после реорганизации занял позиции в горных районах Манипура, где началось строительство дороги в Тиддим. Вскоре британские патрули обнаружили, что японцы из 33-й дивизии подошли к Тиддиму, располагавшемуся всего в 5 километрах от Импхала, и заняли несколько стратегически важных позиций, в том числе 2-е и 3-е укрепления на дороге к западу от Калемьо до Форт-Уайта. 23—24 мая японцы предприняли попытку наступления, заняв стратегически важную местность — холм Баша-Ист, позднее оказавшийся ключом к их позициям. В то же время командир батальона подполковник Осборн Хедли сосредоточил свои силы на пике Кеннеди, приняв решение перехватить инициативу у японцев.
26 мая британцы пошли на штурм холма, который не находился в поле зрения японцев из 3-го укрепления. Потерпев неудачу, на следующий день они предприняли ещё одну попытку. Рота «D» под командованием капитана Вильерса Денниса из 5-го стрелкового гуркхского полка, состоящая всего из двух взводов, при поддержке солдат 4-го гуркхского стрелкового полка начала продвигаться по хребту, когда попала под сильный вражеский огонь из пулемётов, миномётов, артиллерии. Рота Денниса продвигалась и останавливалась по нескольку раз пока, наконец, не покорила крутой склон, вынудив японцев покинуть свои позиции и убив нескольких из них. Тем временем активизировались спрятавшиеся в деревьях вражеские снайперы, трое из которых были вовремя замечены и уничтожены, но один смог попасть в капитана Денниса и пробил ему левую ногу в районе икры. По причине значительных потерь среди командного состава в тот же день Гхале, которому было всего 26 лет, был повышен в звании до хавилдара и назначен командиром взвода роты «D». До этого он никогда не был под огнём, а взвод состоял сплошь из новобранцев.
После двух неудачных попыток захвата холма, 27 мая взвод под командованием Гхале предпринял третью атаку. Подход к японским позициям пролегал по оголённому со всех сторон хребту с обрывистыми краями, достигавшему в ширину не более 5 ярдов (4,5 метра). Гхале, выкрикнув клич «Гуркхи идут», повёл свой взвод вперед, несмотря на тяжёлый вражеский огонь из более чем дюжины пулемётов и миномётов при поддержке артиллерии, надёжно укрытых противником в джунглях. Он первым забежал в опорный пункт японцев и вступил с ними в рукопашный бой, получив в результате взрыва одной из гранат множественные ранения в грудь, руку и ногу. Три гранаты, брошенные японцами, Гхале успел перебросить обратно, а четвёртая сдетонировала у него прямо в руке. Покрытый кровью, он продолжал бросать гранаты уцелевшей рукой. Противник несколько отошёл, но вскоре предпринял контратаку. Гхале отказался от необходимой медицинской помощи и возглавил отражение новой вражеской атаки, нанеся японцам очень большие потери. Убедившись в достаточном укреплении на захваченных позициях, Гхале по приказу вышестоящего офицера наконец воспользовался полковым постом помощи, до которого дошёл сам, отказавшись от услуг носильщиков.
Среди гуркхов в тот день погибло 7 и было ранено 71 (по другим данным — 72) человек. Японцы понесли тяжёлые потери, в частности, был убит командир батальона майор Хорикава. Атака гуркхов на некоторое время затормозила наступление японцев. Командир 48-й бригады бригадир Рональд Кэмерон, решив, что его солдаты не удержат позиции в борьбе с превосходящим их по численности противником, приказал им отойти к пику Кеннеди, оставив в Форт-Уайте небольшой отряд прикрытия. В июле-августе фронт подошёл вплотную к холму Баша-Ист. В сентябре японцы укрепили свои позиции, а в ноябре вынудили солдат 16-го пенджабского полка уйти из Форт-Уайта, заняв практически все юго-восточные районы гор Чин.

### Награждение крестом Виктории
30 сентября 1943 года за свои действия 27 мая хавилдар Гхале был награждён крестом Виктории. Капитан Деннис же получил Военный крест.

Военное министерство, 30 сентября 1943 года.
КОРОЛЬ любезно одобрил награждение КРЕСТОМ ВИКТОРИИ: —
№ 6816 Хавилдар Гадже Гхале, 5-й Королевский гуркхский стрелковый полк (Пограничные силы), Индийская армия.
Для того, чтобы остановить продвижение значительно превосходящих японских сил по горам Чин, необходимо было захватить холм Баша-Ист, который был ключом к вражеским позициям.
Два штурма окончились неудачно, а третий штурм было приказано провести силами двух взводов из роты хавилдара Гадже Гхале и двух рот из другого батальона.
Хавилдар Гадже Гхале был командиром одного из взводов: до этого он никогда не был под огнём, а взвод состоял из молодых солдат.
Подход данного взвода к своей цели пролегал вдоль хребта, узкого и острого как лезвие ножа, с обрывистыми склонами и редкими джунглями, тогда как вражеские позиции были хорошо скрыты. Местами этот подход был шириной не более пяти ярдов и покрывался огнём из дюжины пулемётов, а кроме того подвергался артиллерийскому и миномётному обстрелу с обратного склона холма.
Во время подготовки к атаке взвод попал под сильный миномётный огонь, но хавилдар Гадже Гхале сплотил всех и повел их вперед.
Приблизившись вплотную к линии хорошо закрепившегося противника, взвод попал под испепеляющий огонь и данный военнослужащий офицерского состава был ранен в руку, грудь и ногу вражеской ручной гранатой.
Не остановившись, не уделив внимания своих серьёзным ранам и не обращая внимания на интенсивный огонь со всех сторон, хавилдар Гадже Гхале прикрыл своих солдат и повёл их в наступление на врага, после чего завязалась рукопашная борьба.
Хавилдар Гадже Гхале главенствовал в бою своим выдающимся примером неустрашимого мужества и превосходного руководства. Швыряя гранаты руками, покрытыми кровью из запущенных ран, он атаку за атакой вёл свой взвод вперёд, выкрикивая боевой клич гуркхов.
Ободрённый непреодолимой волей своего лидера к победе, взвод штурмовал и покорил холм своими изумительными стараниями и нанёс очень большие потери японцам.
Хавилдар Гадже Гхале удержался и укрепился на этой позиции, завоёванной с большим трудом под сильным огнем, и только после достаточного закрепления он пошёл, отказавшись от подмоги, на полковой пост помощи, когда ему приказано было это сделать офицером.

Мужество, решительность и руководство этого военнослужащего офицерского состава при самых трудных условиях достойны наивысшей похвалы.
Оригинальный текст (англ.)War Office, 30th September, 1943.

The KING has been graciously pleased to approve the award of the VICTORIA CROSS to: —
No. 6816 Havildar Gaje Ghale, 5th Royal Gurkha Rifles (Frontier Force), Indian Army.
In order to stop an advance into the Chin Hills of greatly superior Japanese forces it was essential to capture Basha East hill which was the key to the enemy position.
Two assaults had failed but a third assault was ordered to be carried out by two platoons of Haviidar Gaje Ghale's company and two companies of another battalion.
Haviidar Gaje Ghale was in command of one platoon: he had never been under fire before and the platoon consisted of young soldiers.
The approach for this platoon to their objective was along a narrow knife-edge with precipitous sides and bare of jungle whereas the enemy positions were well concealed. In places, the approach was no more than five yards wide and was covered by a dozen machine guns besides being subjected to artillery and mortar fire from the reverse slope of the hill.
While preparing for the attack the platoon came under heavy mortar fire but Haviidar Gaje Ghale rallied them and led them forward.
Approaching to close range of the well-entrenched enemy, the platoon came under withering fire and this. N.C.O. was wounded in the arm, chest and leg by an enemy hand grenade.
Without pausing to attend to his serious wounds and with no heed to the intensive fire from all sides, Haviidar Gaje Ghale closed his men and led them to close grips with the enemy when a bitter hand to hand struggle ensued.
Haviidar Gaje Ghale dominated the fight by his outstanding example of dauntless courage and superb leadership. Hurling hand grenades, covered in blood from his neglected wounds, he led assault after assault encouraging his platoon by shouting the Gurkha's battle-cry.
Spurred on by the irresistible will of their leader to win, the platoon stormed and carried the hill by a magnificent all out effort and inflicted very heavy casualties on the Japanese.
Haviidar Gaje Ghale then held and consolidated this hard won position under heavy fire and it was not until the consolidation was well in hand that he went, refusing help, to the Regimental Aid Post, when ordered to do so by an officer.

The courage, determination and leadership of this N.C.O. under the most trying conditions were beyond all praise.

Гхале стал первым и третьим кавалером данной награды из 2-го батальона 5-го гуркхского стрелкового полка за действия в Бирме вместе с Агансингом Раи и Нетрабахадуром Тхапой. В общей сложности с 1856 года, то есть с момента учреждения креста Виктории, им были награждены 26 солдат гуркхских полков: 13 британских офицеров и 13 солдат-гуркхов (которые получили право на данную награду в 1911 году).

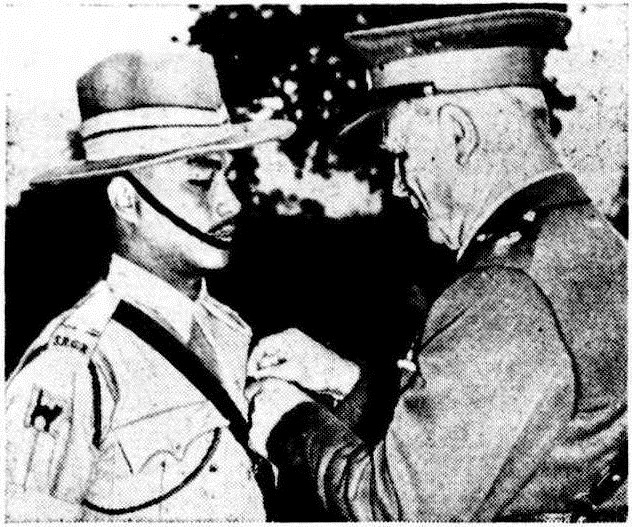
Гадже Гхале и лорд Уэйвелл

После боя Гхале провёл целый месяц в военном госпитале в Кохиме. Награждение предполагалось провести в полковом центре в Абботабаде, однако полковой бахун, своего рода капеллан у гуркхов, заявил, что церемонию надо отложить до более благоприятной даты, на что было получено согласие командования. 5 января 1944 года Гхале наконец получил крест Виктории из рук вице-короля Индии фельдмаршала лорда Уэйвелла на церемонии под стенами Красного Форта в Дели в присутствии толпы в пять тысяч человек. Сначала награда была вручена вдове Чхелу Рама, пришедшей на церемонию с ребёнком, оставшимся без отца. Затем, Гхале, сопровождаемый подполковником Хедли, подошёл к лорду Уэйвеллу и остановился, после чего полковником Робертом Бриггсом и субадар-майором Джабардханом Тхапой были зачитаны основания для награждения на английском языке и урду соответственно. Гхале отдал честь, лорд Уэйвелл прикрепил к его мундиру крест Виктории, после чего они пожали друг другу руки. Закончилась церемония торжественным проходом войск. Впоследствии король Непала Трибхуван вручил Гхале орден Звезды Непала на специальной церемонии в Катманду. После этого многие земляки Гхале последовали его примеру и записались в армию, а Барпак стала известна как «деревня храбрых».

### Продолжение службы

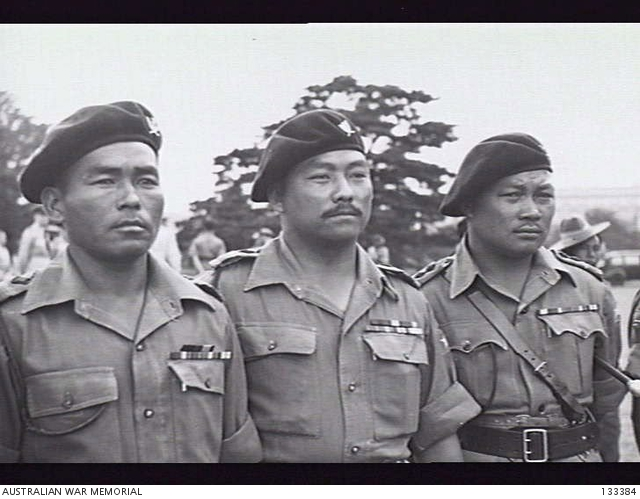
Гхале в Токио, 1946 год

28 августа 1943 года Гхале был повышен в звании до джемадара. В 1945 году он служил со своим батальоном в составе 268-й индийской пехотной бригады в оккупационных силах Содружества в Японии. 8 июня 1946 года Гхале представлял свой полк на параде Победы в Лондоне.
В 1947 году, после обретения Индией независимости, Гхале в звании субедара остался на службе в своём полку, который был переименован просто в 5-й гуркхский стрелковый полк. 1 мая 1961 года Гхале получил звание субедар-майора. В 1962—1963 годах он служил в контингенте Организации Объединённых Наций в Конго, охваченном гражданской войной. В составе индийских миротворческих сил Гхале находился вместе с Агансингом Раи и служил в Элизабетвиле, столице Катанги, где они оба стали объектами «охоты за автографами» со стороны представителей бельгийской общины.
10 августа 1963 года получил звание почётного лейтенанта, а 23 января 1965 года — почётного капитана. 4 февраля 1966 года в возрасте 46 лет Гхале ушёл в отставку с военной службы.

### Последующая жизнь
После выхода на пенсию Гхале осел в Алморе, штат Уттар-Прадеш, Индия. 18 мая 1979 года он был назначен в Совет кантонмента Алмора, регулярно переизбирался, состоя его членом более двадцати лет до своей смерти.
Гхале поддерживал тесные связи со своими товарищами по 5-му гуркхскому стрелковому полку и регулярно приезжал в Великобританию на встречи кавалеров крестов Виктории и Георга. 20 февраля 1986 года он был представлен королеве Елизавете II во время её государственного визита в Непал. В 1990 году Гхале присутствовал на открытии Музея гуркхов в Уинчестере. 19 августа 1995 года он побывал на «последнем большом параде» в Лондоне, посвящённом 50-й годовщине окончания Второй мировой войны. В 1996 году Гхале вместе с Агансингом Раи принял участие в съёмках сериала «Индийская армия: 50 лет после Раджа» для «BBC».
Гадже Гхале скончался 28 марта 2000 года в госпитале в Нью-Дели в возрасте 81 года. На следующий день был кремирован в Алморе.

## Личная жизнь
Гхале был дважды женат. В 1939 году женился на Дхансубе, родившей ему двоих сыновей и умершей в 1950 году. После этого Гхале взял в жёны её младшую сестру Дханкури, в браке с которой родилось двое сыновей и пять дочерей. Одна дочь скончалась при жизни Гхале. Гхале любил играть в футбол, баскетбол, бадминтон, шашки. Один из его сыновей, Ям Бахадур Гхале, стал футболистом и играл за национальную сборную Непала по футболу.
«Среди двуногих я не ем людей. Среди летающих я исключаю самолеты, а среди четырёхногих — чарпая и ем всё остальное».
Он был круглолицым, известен высоким ростом и благодаря своему аппетиту отличался крупным телосложением, и при этом всегда улыбался и находился в весёлом настроении. Лорд Билимориа впоследствии вспоминал, что по легенде, когда его отец получил телеграмму о его рождении, Гхале был рядом с ним и прыгнул от радости за товарища так, что земля задрожала. Когда в 1959 году он отправился на железнодорожную станцию Хаора на встречу с первым президентом Индии Раджендрой Прасадом, присутствующие были ошеломлены комплекцией Гхале, а одна молодая девушка воскликнула: «Боже мой! Неудивительно, что король Трибхуван наградил его Звездой Непала и непальцы так любят его». Тогда же Гхале попросил Прасада об увеличении пенсий ветеранам-гуркхам и его просьба была вскоре удовлетворена.

## Награды
Крест Виктории, медаль Саинья Сева с пряжкой «ДЖАММУ И КАШМИР», медаль Видеш Сева с пряжкой «КОНГО», медаль независимости Индии, медаль общей службы в Индии с пряжкой «СЕВЕРО-ЗАПАДНАЯ ГРАНИЦА 1937—39», звезда 1939—1945, Бирманская звезда, Военная медаль 1939—1945, медаль службы в Индии, Коронационная медаль Елизаветы II, медаль Серебряного юбилея королевы Елизаветы II, медаль «За 30 лет долгой службы», медаль ООН за Конго.

## Память

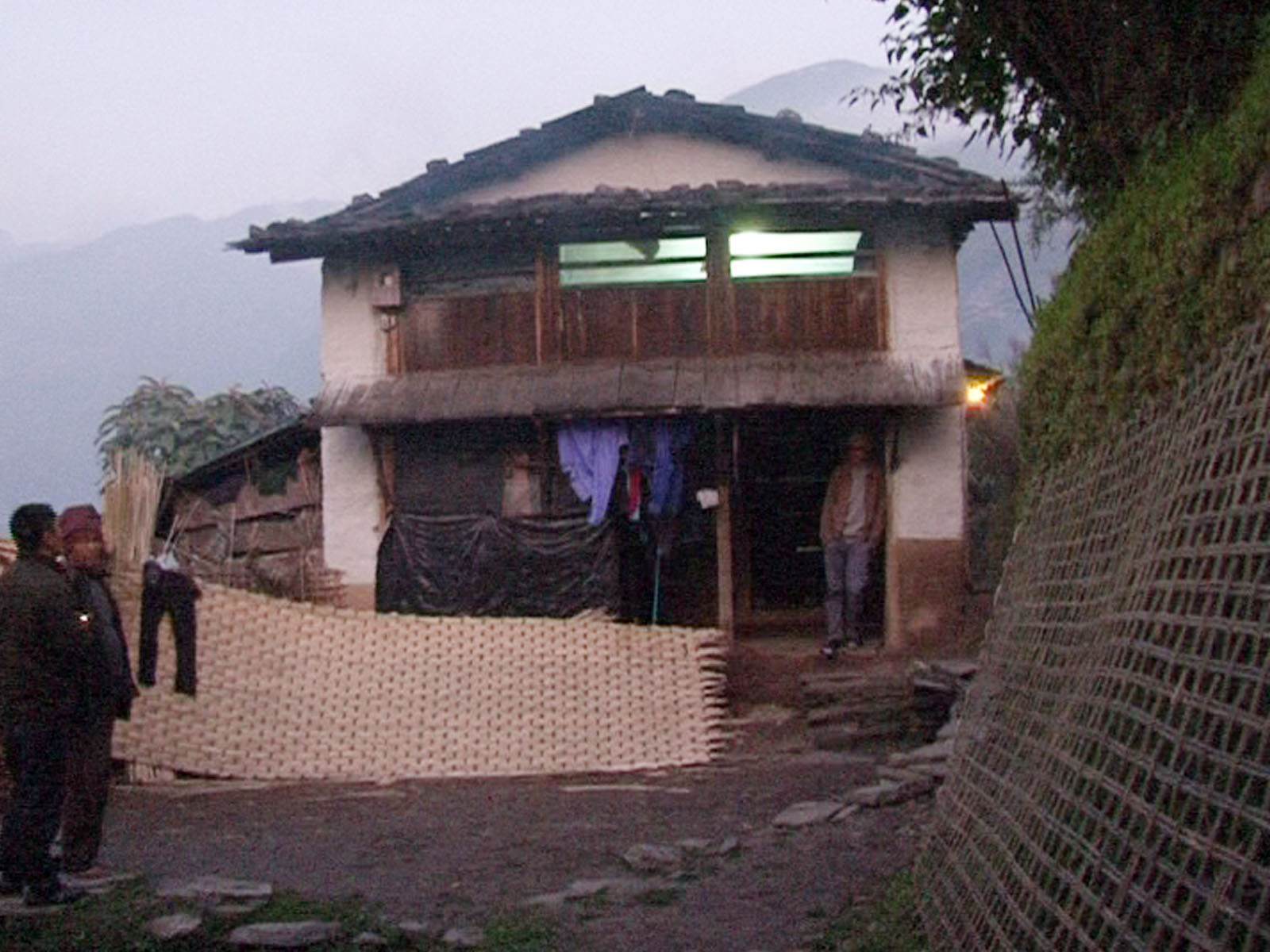
Дом Гхале в Барпаке

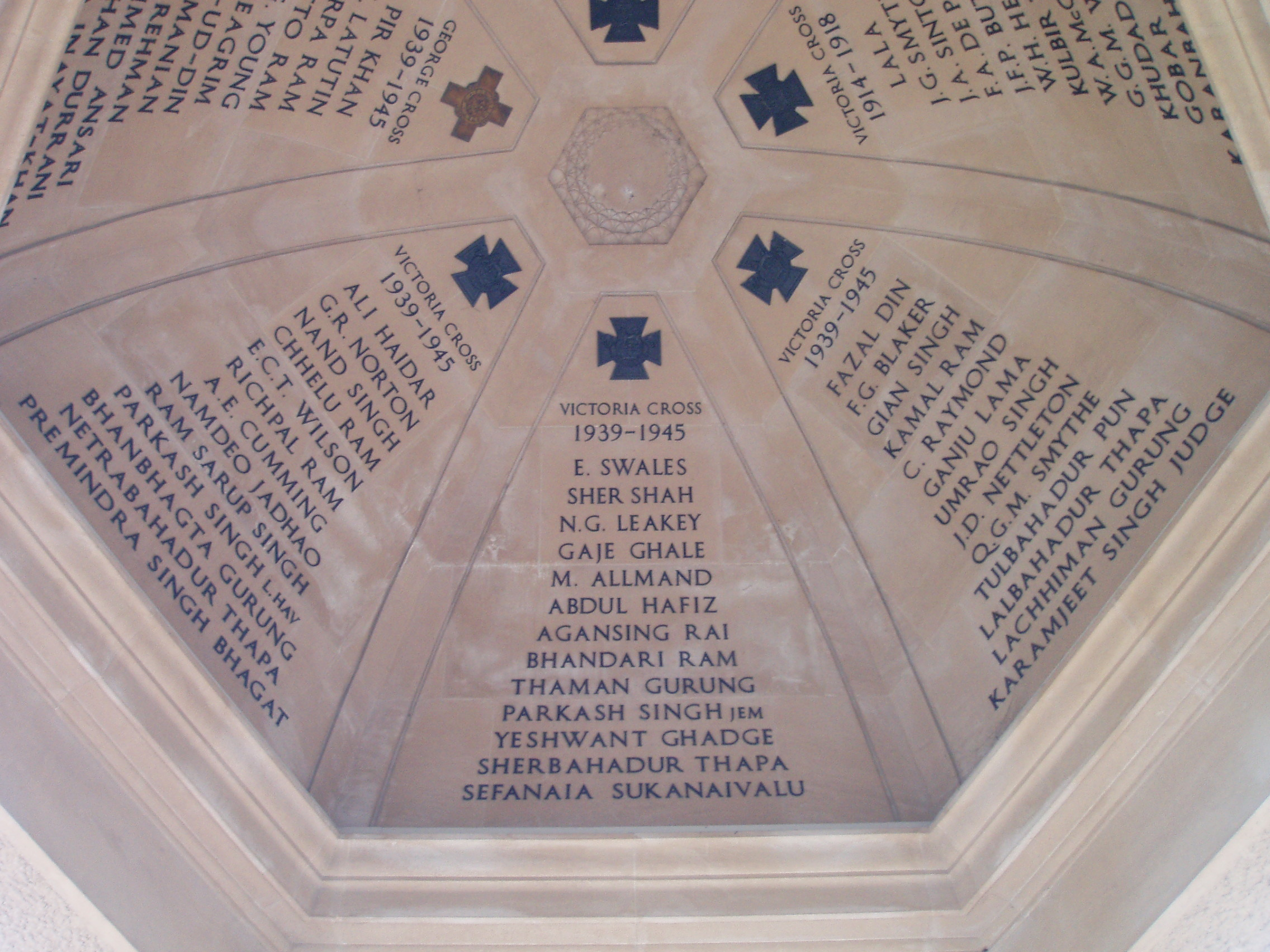
Потолок павильона в Лондоне

Долгое время награды Гхале выставлялись в Музее гуркхов, но в 2015 году были выкуплены лордом Ашкрофтом и ныне хранятся в галерее его имени в Имперском военном музее в Лондоне.
Имя Гхале среди других кавалеров креста Виктории, уроженцев Индийского субконтинента, высечено на потолке павильона Мемориальных ворот на Конститьюшн-хилл в Лондоне.
Барпак известен прежде всего как место рождения Гхале. В эпоху панчаята при короле Махендре в рамках националистической кампании по прославлению правящего класса рассказ о подвиге Гхале был изъят из школьных учебников.
В 2014 году в доме Гхале в Барпаке был устроен музей, который был сильно повреждён в результате землетрясений 2015 года, реконструирован и снова открыт в 2018 году.